# Selección de waterpolo de los Países Bajos
La selección de waterpolo de los Países Bajos representa a los Países Bajos en competiciones internacionales masculinas de waterpolo y partidos amistosos. El equipo ganó la medalla de bronce en los Juegos Olímpicos de 1976 en Montreal.

## Participaciones

### Juegos Olímpicos
- 1908 - 4°[1]
- 1920 - 5°
- 1924 - 7°
- 1928 - 5°
- 1936 - 5°
- 1948 -
- 1952 - 5°
- 1960 - 8°
- 1964 - 8°
- 1968 - 7°
- 1972 - 7°
- 1976 -
- 1980 - 6°
- 1984 - 6°
- 1992 - 9°
- 1996 - 10°
- 2000 - 11°

### Campeonato mundial
- 1973 - 8°[1]
- 1975 - 7°
- 1978 - 13°
- 1982 - 4°
- 1986 - 14°
- 1994 - 8°
- 2001 - 9°

### Copa Mundial
- 1983 - 6°[1]
- 1985 - 6°
- 1995 - 7°

### Liga Mundial
- 2003 - 6°[1]
- 2011 - Ronda preliminar europea
- 2017 - Ronda preliminar europea
- 2018 - Ronda preliminar europea

### Campeonato Europeo
- 1927 - 11°
- 1934 - 9°
- 1938 -
- 1947 - 5°
- 1950 -
- 1954 - 4°
- 1958 - 6°
- 1962 - 6°
- 1966 - 8°
- 1970 - 5°
- 1974 - 4°
- 1977 - 5°
- 1981 - 8°
- 1983 - 6°
- 1985 - 7°
- 1989 - 8°
- 1991 - 9°
- 1993 - 8°
- 1995 - 10°
- 1997 - 9°
- 1999 - 12°
- 2001 - 10°
- 2003 - 11°
- 2006 - 10°
- 2012 - 10°
- 2016 - 12°
- 2018 - 10°
- 2020 - 15°

## Jugadores

### Equipo actual
Lista para el Campeonato Europeo de Waterpolo Masculino de 2020.
Entrenador: Harry van der Meer
| No | Nombre             | Pos.     | Z/ D | Fecha de nacimiento               | Altura             | Peso            | Pdos. |
| -- | ------------------ | -------- | ---- | --------------------------------- | ------------------ | --------------- | ----- |
| 1  | Eelco Wagenaar (C) | G K      | D    | 22 de noviembre de 1991 (29 años) | 1,96 m (6' 5')     | 87 kg (192 lb)  | 125   |
| 2  | Kjeld Veenhuis     | Arkansas | D    | 30 de enero de 1995 (26 años)     | 1,85 m (6' 1 pulg) | 88 kg (194 lb)  | 40    |
| 3  | Jorn Winkelhorst   | CF       | D    | 26 de diciembre de 1991 (29 años) | 2,00 m (6' 7')     | 116 kg (256 lb) | 120   |
| 4  | Sam van den Burg   | CB       | D    | 25 de octubre de 1997 (23 años)   | 1,98 m (6' 6')     | 96 kg (212 lb)  | 60    |
| 5  | Guus van IJperen   | CF       | D    | 28 de febrero de 1995 (26 años)   | 1,98 m (6' 6')     | 97 kg (214 lb)  | 50    |
| 6  | Robin Lindhout     | FP       | D    | 25 de octubre de 1990 (30 años)   | 1,94 m (6' 4')     | 107 kg (236 lb) | 180   |
| 7  | Lars Gottemaker    | W        | Z    | 29 de julio de 1987 (33 años)     | 1,86 m (6' 1 pulg) | 94 kg (207 lb)  | 180   |
| 8  | Jesse Nispeling    | CB       | D    | 21 de agosto de 1995 (25 años)    | 2,00 m (6' 7')     | 105 kg (231 lb) | 40    |
| 9  | Harmen Muller      | Arkansas | D    | 13 de abril de 1995 (26 años)     | 1,91 m (6' 3')     | 88 kg (194 lb)  | 50    |
| 10 | Pascal Janssen     | Arkansas | D    | 24 de marzo de 1996 (25 años)     | 1,85 m (6' 1 pulg) | 87 kg (192 lb)  | 50    |
| 11 | Jesse Koopman      | Arkansas | D    | 4 de abril de 1993 (28 años)      | 1,95 m (6' 5')     | 95 kg (209 lb)  | 130   |
| 12 | Thomas Lucas       | CF       | D    | 25 de abril de 1989 (32 años)     | 2,00 m (6' 7')     | 105 kg (231 lb) | 170   |
| 13 | Ted Huijsmans      | G K      | D    | 28 de julio de 1998 (22 años)     | 1,85 m (6' 1 pulg) | 90 kg (200 lb)  |       |